# Leningrádi pályaudvar
A Leningrádi pályaudvar (oroszul:  Ленинградский вокзал, Lenyingradszkij vokzal), más néven Moszkva-Passzazsirszkaja (Москва-Пассажирская) fejpályaudvar Moszkvában. Az orosz főváros kilenc nagy pályaudvara közül a legrégebbi. Az északnyugati irányú vasúti közlekedést szolgálja ki. A Leningrádi pályaudvarról járnak a vonatok Tallinnba és Helsinkibe is. A pályaudvart az RZSD Októberi Vasútja működteti. A mai Szentpétervárról kapta a nevét. A pályaudvar hat peronnal rendelkezik.

## Története
1843-ban kezdték el építeni a Moszkvát Szentpétervárral összekötő vasútvonalat. A pályaudvart ennek moszkvai végállomásaként 1844–1849 (egyes adatok szerint 1851) között építették Konsztantyin Ton tervei alapján. Az építést Rudolf Zseljazevics építész irányította.
Többször átépítették. Először 1903-ban, majd később 1977-ben.
Monoton szabályosság látható az épületen, a pilasztereket olasz részletek egészítik ki (az olasz Palazzo Rucellai épületét idézi).

## Tömegközlekedési kapcsolat
A Komszomolszkaja téren található pályaudvar villamossal, trolibusszal és autóbusszal is elérhető. A villamosok közül a 7-es, a 13-as, a 37-es és az 50-es érinti. Elérhető továbbá a 40-es és 122-es autóbusszal, valamint a 14-es és 40-es trolibusszal. A pályaudvarnak nincs metrókapcsolata.

## Vasútvonalak
Az állomást az alábbi vasútvonalak érintik:
- Moscow Oktyabrskaya station